# Pseudantechinus macdonnellensis
Pseudantechinus macdonnellensis — вид хижих сумчастих ссавців з родини кволових (Dasyuridae). Етимологія: від назви хребта МакДонел і лат. ensis —«населяючий». Ендемік Австралії, де широко розповсюджений в центральних її частинах. Живе серед кам'янистих рідко вкритих рослинністю площ, іноді в асоціації з термітниками.

## Опис
Морфометрія. Довжина голови й тіла: 95-105 мм, хвоста: 75-85 см, вага: 20-45 г.
Опис. Верхні частини тіла сірувато-коричневі, нижні —сірувато-білі, позаду вух каштанового кольору клапті. Хвіст може ставати дуже товстим при основі для збереження запасів жиру. В основному це нічний вид, але може з'являтися вдень, щоб прийняти сонячні ванни. Раціон складається головним чином з комах. Сезон розмноження: в кінці червня – на початку липня у східній частині ареалу й з серпня до початку вересень в західній. Самиці народжують раз на рік, до шести дитинчат. Вагітність триває 45-55 діб. Очі в дітей відкриваються на 60-65 день, відлучаються від молока на 14 тиждень, здатні до розмноження на наступний сезон.

## Загрози та охорона
Здається, немає серйозних загроз для виду. Вид присутній на багатьох охоронних територіях.